# HD 12479
HD 12479，又名BD+12 271，SAO 92763、HR 601，是一颗恒星，视星等为5.94，位于銀經148.19，銀緯-45.88，其B1900.0坐标为赤經1h 57m 12s，赤緯+12° -45.88′ 40″。